# Anthene melambrotus
Anthene melambrotus är en fjärilsart som beskrevs av Holland 1893. Anthene melambrotus ingår i släktet Anthene och familjen juvelvingar. Inga underarter finns listade i Catalogue of Life.